# Anopheles latens
Anopheles latens este o specie de țânțari din genul Anopheles, descrisă de Sallum și EL Peyton în anul 2005. Conform Catalogue of Life specia Anopheles latens nu are subspecii cunoscute.